# Apalus bimaculatus
Apalus bimaculatus је врста тврдокрилца из породице мајаkа (Meloidae).
Јавља се у кратком периоду, од фебруара до половине марта. Врста је везана за пешчана станишта, као што су обалне дине, каменоломи па чак и градски паркови.
За таква станишта су везана због свог инсекта домаћина, солитарне пчеле Colletes cunicularius.

## Распрострањење
Врста је распрострањена у већем делу Европе,  а у Србији је забележена на неколико локалитета, претежно у Војводини.

## Животни циклус
Стадијум одраслог инсекта траје кратко. Одрасли инсекти ступају у процес репродукције после чега женка јаја полаже у земљу. 
Женка након полагања јаја брзо угине, а млади пролазе кроз метаморфозу и код својих домаћина- солитарних пчела дочекују пролеће. 
Ларве живе као клепторазити, што значи да се хране нектаром и поленом који складишти инсект домаћин.